# Канада на Летњим олимпијским играма 1912.
Канада је учествовала на Летњим олимпијским играма, одржаним 1912. године у Стокхолму Шведска, по четврти пут у својој историји, освојивши на овим играма три злата, два сребра и три бронзе. Најуспешнији канадски такмичар на овим играма је био Џорџ Хоџсон, пливач, који је освојио две златне медаље на 400 m и 1500 m слободно.
Џорџ Хоџсон је био први канађанин који је освојио две златне медаље на једним олимпијским играма и оборио три светска рекорда, што је остао канадски рекорд у наредних 72 године када је на играма одржаним 1984. године то исто урадио Алекс Бауман. 
Канадски осмерац није освојио медаљу али се ипак вратио кући овенчан славом. На циљ су стигли убедљиво задњи, али је касније откривено да је њихова стаза била дужа чак за 300 метара. Канађани нису на то протестовали, што је навело Шведског краља Густава да канадској екипи додели специјани трофеј за срчаност и спортску етику.

## Освајачи медаља
Канада је у укупном скору завршила као девета нација по броју медаља са три златне, две сребрне и три бронзане медаље. 

### Злато
- Џорџ Гулдинг – Атлетика — 10 km ходање, мушки
- Џорџ Хоџсон – Пливање — 400 m слободно, мушки
- Џорџ Хоџсон – Пливање — 1500 m слободно, мушки

### Сребро
- Данкан Гилс – Атлетика — бацање кладива, мушки
- Келвин Брикер – Атлетика — скок удаљ, мушки

### Бронза
- Френк Лукман – Атлетика — петобој, мушки
- Вилијам Холпени – Атлетика — скок са мотком, мушки
- Еверард Батлер – Веслање — скиф, мушки